# حبيب الله (مسلسل)
حبيب الله مسلسل رسوم متحركة مصري من إخراج أحمد حسين وتأليف محمد هلال ومن إنتاج استوديوهات إي تي إي للرسوم المتحركة وهو ثالث عمل للاستوديوهات. بدأ عرض المسلسل في 6 يونيو سنة 2016 الموافق 1 رمضان سنة 1437هـ ويتألف من 30 حلقة . 

## القصة
تدور قصة المسلسل حول أخلاقيات النبي محمد والتي هي أخلاقيات الدين الإسلامي. لإيصال الصورة الصحيحة عن الإسلام.

## طاقم العمل
- جلال الشرقاوي  (الراوي) [1]
- مجدي عاشور   (الراوي)
- جميل راتب   (راوي اللغة الفرنسية)
- عزت أبو عوف   (راوي اللغة الإنجليزية)
- سوسن بدر
- أحمد ماهر
- وفاء سالم
- نادية رشاد
- أحمد سلامة
- معتز السويفي
- مصطفى حشيش
- وفاء الحكيم
- حلمي فودة
- محمد عبدالجواد
- عايدة فهمي
- أحمد عبد الوارث
- مديحة حمدي
- سناء شافع
- سميرة عبدالعزيز
- مروة عبدالمنعم
- معوض إسماعيل (ضيف شرف)
- أحمد راتب
- أشرف عبدالغفور
- سامي مغاوري
- طارق علام